# The Man with All the Toys
«The Man with all the Toys» (El hombre con todos los juguetes) es una canción escrita por Brian Wilson y Mike Love, para el grupo The Beach Boys. Es junto a "Little Saint Nick" uno de los clásicos navideños de la banda.

## Publicaciones
Primero fue publicado en el álbum navideño The Beach Boys' Christmas Album de 1964, Brian Wilson re-grabó en 2005 una versión de esta canción para su álbum What I Really Want for Christmas, la versión por The Beach Boys fue compilada en Ultimate Christmas de 1998, en la primera compilación de sencillos del grupo, U.S. Singles Collection: The Capitol Years, 1962-1965 de 2008 y en el compilado de canciones navideñas The Beach Boys: Christmas Harmonies de 2009.

## Créditos
- Brian Wilson: voz principal, piano
- Mike Love: voz principal
- Carl Wilson: guitarra, guitarra de ritmo, armonías
- Alan Jardine: bajo eléctrico, armonías
- Dennis Wilson: batería, armonías